# Championnats d'Asie de judo 1996
Navigation
Édition précédente Édition suivante
Les championnats d'Asie de judo 1996, onzième édition des championnats d'Asie de judo, ont eu lieu les 9 et 10 novembre 1996 à Hô Chi Minh-Ville, au Viêt Nam.